# São Tomé och Príncipes riksvapen
São Tomé och Príncipes riksvapens vapensköld visar valspråket "Enighet, disciplin, arbete". På banderollen överst står landets namn på portugisiska. På skölden, som uppbärs av två fåglar (en pilgrimsfalk till vänster och en gråjako till höger), finns ett träd avbildat – en påminnelse om att kakao och kopra är viktiga produkter för landets ekonomi.

## Vapen under den portugisiska tiden
När São Tomé och Príncipe var en portugisisk koloni och senare formellt provins, hade landet ett annat vapen, som följde samma principiella uppbyggnad som andra utomeuropeiska portugisiska provinser.

1935-1951
1951-1975
Skölden 1935-1975